# Арфема
Арфема (Артема, Артем; дав.-гр. Ἀρτεμᾶς), єпископ Лістрійський — апостол з числа сімдесяти (I століття). У Діонісія Фурноаграфіота про Артема сказано: «молодий, з загостреною бородою».
День пам'яті відзначається 4 січня (30 жовтня) — з апостолами від 70 Тертієм, Марком та Юстом. Пам'ять, закріплена зараз за 30 жовтнем, зустрічається в місяцесловах також і під іншими числами року. 

## Життя
Артем згадується апостолом Павлом в Посланні до Тита (3:12) як один з його учнів. Він посилає його на Крит замість св. Тита, поки останній знаходився коло апостола Павла в Нікополі, можливо, для того, щоб тимчасово очолити громаду під час відсутності Тита.
Про життя та смерть Артема майже нічого не відомо, але з послання ап. Павла видно, що Артем користувався у нього довірою. Ім'я Артем зустрічається у всіх апостольських списках. Константинопольський Синаксар та слов'янські Мінеї четьї повідомляють, що Артем був єпископом Лістри в Ісаврії, на кордоні з Лікаонією.